# Approche par les comportements
L'approche par les comportements est centrée sur les activités et les responsabilités des leaders dans le but de trouver le comportement le plus efficace.
Elle distingue deux comportements :
- Le comportement basé sur la structure consiste d'une relation structurée entre le leader et ses subordonnés.
- Le comportement de considération repose sur l'amitié, la confiance mutuelle et le respect entre le leader et les subordonnés.